# كربيد الزركونيوم الرباعي
 كربيد الزركونيوم الرباعي مركب كيميائي له الصيغة ZrC، ويكون على شكل مسحوق بلوري ذي لون رمادي عديم الرائحة.

## الخواص
- إن كربيد الزركونيوم الرباعي غير منحل في الماء، لكنه ينحل في الأحماض القوية المركزة مثل حمض الكبريتيك وحمض النتريك وحمض الهيدروفلوريك.
- يعد كربيد الزركونيوم من المواد الثابتة حرارياً لارتفاع نقطة انصهاره، كما أنه شديد الصلادة ومقاوم للتآكل.
- تحوي البنية البلورية لكربيد الزركونيوم على فجوات، لذلك فهو لا يملك نسبة ثابتة من الكربون إلى الزركونيوم في البنية، فعند وجود محتوى كربوني أعلى من نسبة ZrC0.98 التقريبية، فإن المادة تحوي على كربون حر.[2]

## التحضير
يحضر مسحوق كريد الزركونيوم من الاختزال الكربوحراري (وهو الاختزال باستخدام الكربون عند درجات حرارة مرتفعة) لأكسيد الزركونيوم.

## الاستخدامات
- يستخدم مزيج من كربيد الزركونيوم مع كربيد التانتالوم في تركيب السيرمت.
- يستخدم كربيد الزركونيوم الخالي من الهافنيوم مع كربيد النيوبيوم كمواد تغطية عاكسة للحرارة في المفاعلات النووية. إضافة إلى ذلك، يستعمل كربيد الزركونيوم لتغطية جسيمات الوقود النووي من أكسيد اليورانيوم الرباعي وأكسيد الثوريوم الرباعي. يوضع هذا الغلاف المغطي بواسطة الترسيب الكيميائي الحراري للبخار وذلك في مفاعل السرير المسيل fluidized bed reactor.